# Voglio volere
Voglio volere è un brano musicale scritto da Luciano Ligabue, pubblicato nel 2003, quinto e ultimo singolo estratto dall'album Fuori come va? dell'anno precedente.

## Il testo
Il bisogno di speranza, attraverso l'idea che i desideri adolescenziali siano realizzabili in un mondo comodo, forse comico, ma libero dai pressanti inviti e consigli a vivere in un modo, piuttosto che in un altro... il proprio.

## Il video musicale
Diretto da Paolo Monico e prodotto per la Duex. Mostra il cantautore mentre esegue il brano col il suo gruppo in un ambiente alternativamente illuminato e oscuro. A queste sequenze ne vengono intercalate altre che mostrano dei personaggi, alcuni dei quali mascherati, comportarsi in maniera surreale in un appartamento, in un supermercato, in una lavanderia e in una stazione della metropolitana. Questi personaggi sono gli stessi già incontrati nei video dei singoli Tutti vogliono viaggiare in prima, Eri bellissima e Ti sento.
- Videoclip ufficiale, su YouTube. URL consultato il 9 gennaio 2015.

Il videoclip è stato inserito nei DVD Secondo tempo del 2008 e Videoclip Collection del 2012, quest'ultima distribuita solo nelle edicole.

## Tracce
1. Voglio volere – 5:06 (Luciano Ligabue)

## Formazione
- Luciano Ligabue - voce, chitarra ritmica

### La Banda
- Federico Poggipollini - chitarra solista
- Mel Previte - chitarra semiacustica
- Antonio Righetti - basso
- Roberto Pellati - batteria, percussioni
- Fabrizio Simoncioni - pianoforte, tastiera, cori

### Altri musicisti
- Fabrizio Barbacci - chitarra acustica